# 펭귄 (DC 코믹스)

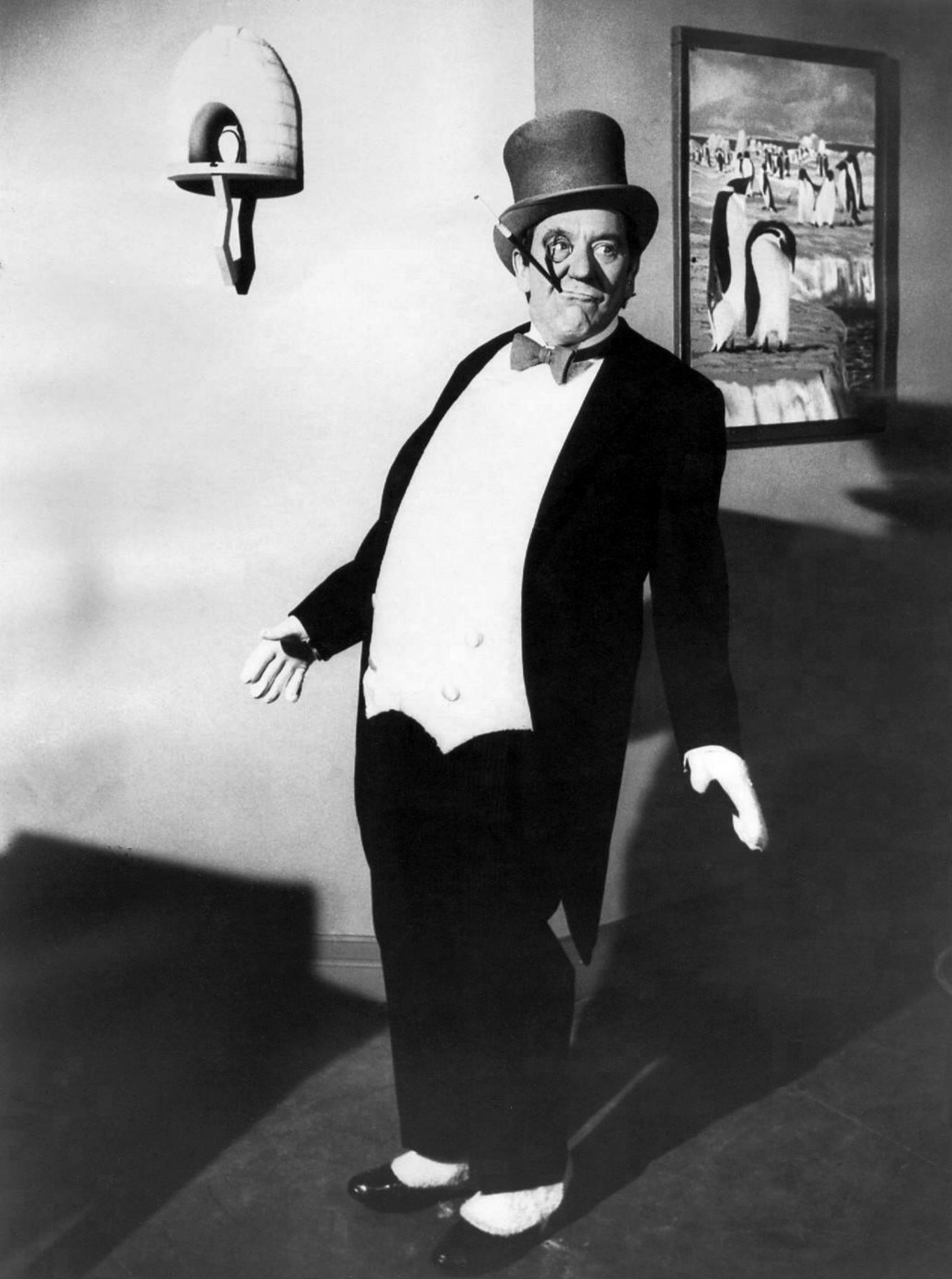

펭귄(영어: Penguin)은 DC 코믹스의 슈퍼빌런 캐릭터이다. 본명은 오즈월드 체스터필드 코블팟(Oswald Chesterfield Cobblepot)이고, 주로 배트맨의 악당으로 등장하는 사업가이다. 1941년 12월 《디텍티브 코믹스》 58호에 처음 등장했고, 빌 핑거와 밥 케인이 공동 창작하였다.

## 담당 배우

### TV 드라마
- 배트맨(1966) - 버지스 메러디스
- 고담(2014) - 로빈 로드 테일러

### 영화
- 배트맨(1966) - 버지스 메러디스
- 배트맨 2(1993) - 대니 드비토
- 더 배트맨(2021) - 콜린 패럴

## 담당 성우

### TV 애니메이션
- 배트맨(1992) - 폴 윌리엄스
  - 뉴 배트맨 어드벤처스(1997) - 폴 윌리엄스
- 더 배트맨(2004) - 톰 케니
- 배트맨 브레이브(2008) - 스티븐 루트

### 장편 애니메이션
- 배트맨: 배트우먼의 수수께끼(2003) - 데이비드 오그든 스티어스
- 배트맨 대 드라큘라(2005) - 톰 케니
- 배트맨: 아캄 습격(2014) - 놀런 노스
- 배트맨: 망토 두른 십자군의 귀환(2016) - 윌리엄 샐리어스

### 비디오 게임
- 레고 배트맨(2008) - 톰 케니
  - 레고 배트맨 2: DC 슈퍼히어로즈(2012) - 스티븐 블룸
  - 레고 배트맨 3: 비욘드 고담(2014) - J. B. 블랭크
- 배트맨: 아캄 어사일럼(2009) - 놀런 노스
  - 배트맨: 아캄 시티(2011) - 놀런 노스
  - 배트맨: 아캄 오리진(2013) - 놀런 노스
  - 배트맨: 아캄 나이트(2016) - 놀런 노스
- DC 유니버스 온라인(2011) - 데이비드 제니슨
- 영 저스티스: 레거시(2013) - 제이슨 스피색
- 배트맨: 텔테일 시리즈(2016) - 제이슨 스피색